# Matra MS680

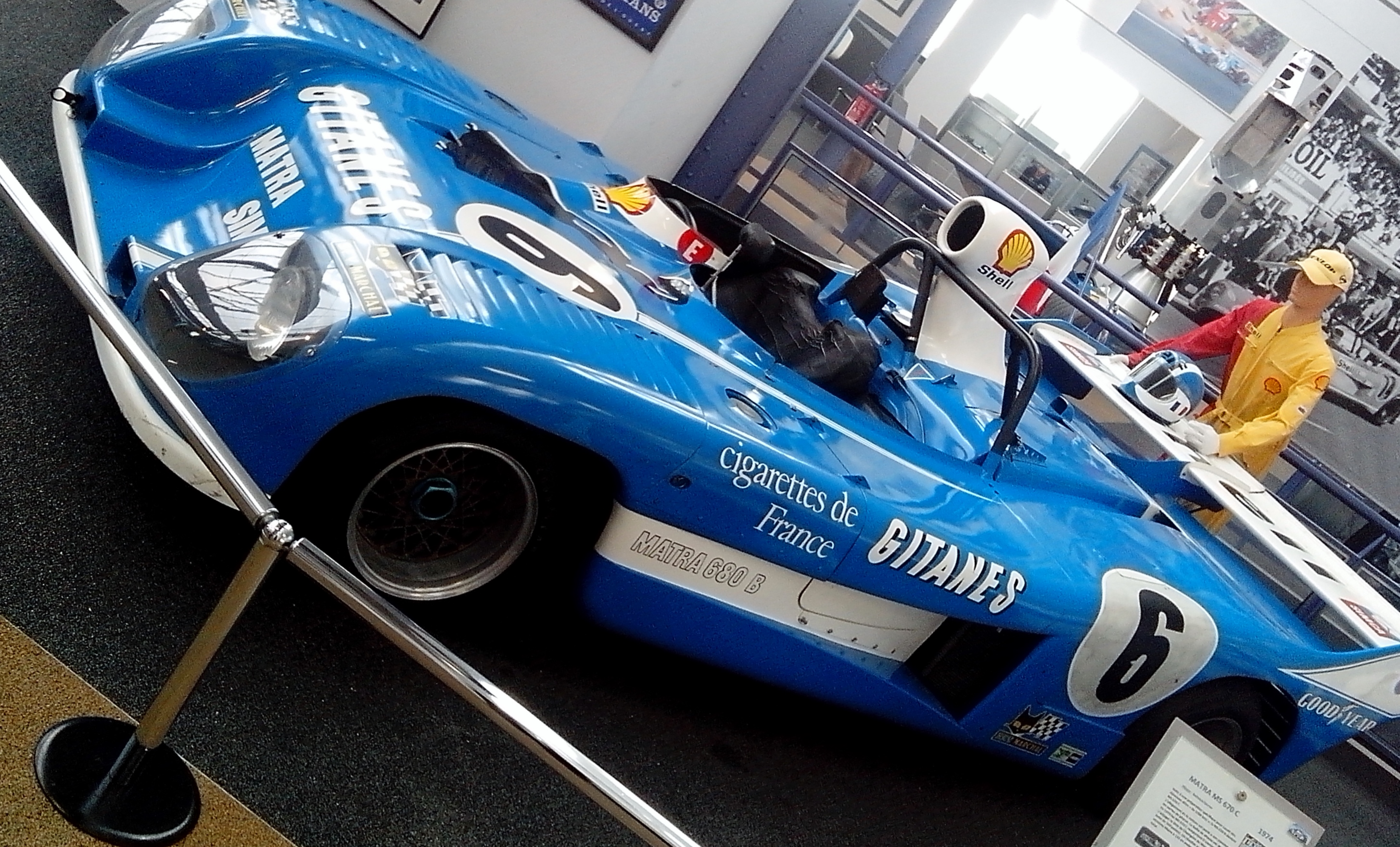
Matra MS680

Der Matra MS680 war ein Sportwagen-Prototyp, den Matra 1974 beim 24-Stunden-Rennen von Le Mans einsetzte.
Der MS680 war der letzte Sportwagen, der bei Matra entwickelt wurde, und blieb ein Einzelstück. Der einzige MS680 basierte auf einem umgebauten MS670C-Chassis. Als Motor diente der 3-Liter-Matra-12-Zylinder-Motor. Der Wagen erhielt eine neue Karosserie, die kantiger war als die bei den Vorgänger-Prototypen. 
Der MS680 wurde vor dem Le-Mans-Rennen ausgiebig getestet und erzielte ansprechende Zeiten. Allerdings war der Wagen nicht schneller als die MS670C. Ursprünglich hatte man bei Matra geplant, ein zweites MS670-Chassis umzurüsten, nach den Tests wurde davon Abstand genommen. So wurde in Le Mans nur ein Wagen eingesetzt. Gefahren wurde der Bolide von Jean-Pierre Beltoise und Jean-Pierre Jarier. Matra hatte im Rennen bald Probleme mit der Motortemperatur des MS680, die nach 104 Runden zum Ausfall des Wagens führte.
Matra zog sich Ende 1974 vom internationalen Motorsport zurück und das Fahrzeug wurde nicht mehr eingesetzt. Heute steht der MS680 im Musée Matra in Romorantin-Lanthenay.